# Bensdorf
Bensdorf är en kommun i Tyskland, belägen i Landkreis Potsdam-Mittelmark i västra utkanten av förbundslandet Brandenburg. Kommunen gränsar i väster mot staden Jerichow i Sachsen-Anhalt och i öster mot staden Brandenburg an der Havel. Administrativt ingår kommunen i kommunalförbundet Amt Wusterwitz, vars säte ligger i orten Wusterwitz.

## Administrativ indelning
Orterna Altbensdorf, Herrenhölzer, Neubensdorf, Vehlen och Woltersdorf utgör administrativa kommundelar (Ortsteile) i kommunen. De var kommuner fram till 1 juli 1950.